# Ихенхаузен
Ихенхаузен (нем. Ichenhausen) — город в Германии, в земле Бавария. 
Подчинён административному округу Швабия. Входит в состав района Гюнцбург. Подчиняется управлению Ихенхаузен.  Население составляет 8391 человек (на 31 декабря 2010 года). Занимает площадь 34,22 км². Официальный код  —  09 7 74 143.